# مسجد عمار
مسجد عمار أو مسجد عمار ومركز عثمان رامجو صديق الإسلامي (بالإنجليزية: Ammar Mosque and Osman Ramju Sadick Islamic Centre، بالصينية: 愛群清真寺林士德伊斯蘭中心 ) هو مركز ومسجد إسلامي في حي وان تشاي في هونغ كونغ التابعة ادايا لجمهورية الصين الشعبية، يعد مسجد عمار المسجد الثالث الذي أقيم في هونغ كونغ.

## التاريخ

### المبنى الأول
المبنى الأصلي لمسجد عمار يرجع إلى أول مقبرة إسلامية في هونغ كونغ التي تقع في شارع 7 سيمور، حيث كان هناك خمسة أو ستة قبور، وبحلول ذلك الوقت كان مسجد عمار مجرد مسجد صغير بني بشكل مجاور للمقبرة التي كانت تستخدم في المقام الأول لتقديم صلاة الجنازة، ومع ذلك ازداد عدد السكان المسلمين، ومع المسلمين الذين يعيشون في مكان قريب بدأ المسجد بالاستخدام بشكل يومي للصلاة، المقبرة يمكن أن ترجع إلى عام 1864، الموقع يستخدم الآن لكنيس يهودي ونقلت مقبرة المسلمين لمنطقة هابي فالي .

### المبنى الثاني
بعد الحرب العالمية الثانية تم بناء المسجد الجديد مسجد عمار، وذلك في شهر ديسمبر من عام 1978، ثم تم الاستيلاء على الأرض التي تم بناء المسجد عليها من قبل الحكومة البريطانية في هونغ كونغ لبناء نفق أبردين، وقدمت الحكومة للمسلمين قطعة أرض جديدة في الموقع الحالي لمسجد عمار في طريق كوان أوي في وان تشاي، ودفعت مبلغ قدره 2500000 مليون نحو إعادة بناء المسجد الجديد .

### المبنى الحالي
بناء المسجد الحالي بدأ في شهر سبتمبر من عام 1979 بتمويل من الاتحاد الإسلامي في هونغ كونغ، وافتتح المسجد رسميا في ارابع عشر من شهر أيلول من عام 1981، وفي عام 2012 خضع المسجد لتحديث رئيسي والذي كلف 14 مليون دولار هونغ كونغ، واستمرت عمليات البناء لمدة 6 أشهر، وهذا وشمل التجديد تركيب نظام جديد لتكييف الهواء المركزي، واستبدال المرحاض ومناطق الوضوء، وانشاء غرف دراسة جديدة .

## العمارة
تم تصميم المسجد من قبل المهندس المسلم الصيني راجو صديق، وسط المسجد هناك مجمع من ثمانية طوابق مع مرافق متعددة الأغراض مثل قاعات الوضوء للرجال والنساء في الطابق الأول، ومسجد وقاعة صلاة للذكور في الطابق الثاني، ومسجد وقاعة الصلاة للإناث في الطابق الثالث، ومطعم صيني حلال مخبز وخدمات طبية وفصول دراسية ومكتبة ومكاتب للإمام ومقرئة من القرآن الكريم، وقاعة مؤتمرات وقاعات دراسية تقع في الطابق الرابع حتى الطابق الثامن، يضم مسجد عمار مقر إنكوربوريتد وهي أمناء صندوق الجماعة الإسلامية في هونغ كونغ وجمعية شباب الإسلامي في هونغ كونغ .